# Neoseiulus aegyptocitri
Neoseiulus aegyptocitri är en spindeldjursart som först beskrevs av Kandeel och El-Halawany 1986.  Neoseiulus aegyptocitri ingår i släktet Neoseiulus och familjen Phytoseiidae. Inga underarter finns listade i Catalogue of Life.